# 赤がしら

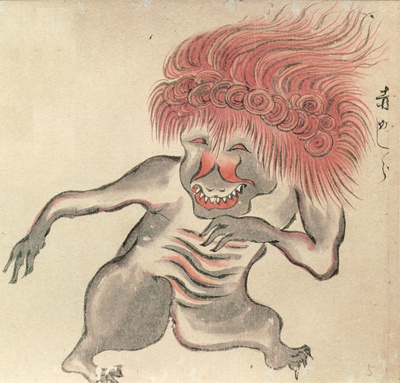
熊本県八代市の松井文庫所蔵『百鬼夜行絵巻』より「赤がしら」

赤がしら（あかがしら）は、日本の妖怪絵巻に描かれている妖怪。

## 概要
真っ赤な髪の毛、顔に赤い鼻か角のようなものの生えた姿で熊本県八代市の松井文庫所蔵品である妖怪絵巻『百鬼夜行絵巻』に描かれている。どのようなことをする妖怪であるのかは絵巻物にも示されていないため詳細は不明である。
四国に分布する赤シャグマや、高知県吾川郡生賀瀬（現・いの町）の「赤頭」（あかがしら）など、民間伝承にある妖怪たちの中に「赤い髪をしている」とされ特徴も似ているものがあるが、絵巻物に描かれた「赤がしら」がそれを意図して描かれたものであるかどうかは類例も乏しく未詳である。